# Coleophora pterosparti
Coleophora pterosparti é uma espécie de mariposa do gênero Coleophora pertencente à família Coleophoridae.